# Lawrencium
Lawrencium, tidigare lawrentium,  är ett syntetiskt radioaktivt grundämne som tillhör aktiniderna. Lawrencium är en transuran. Dess mest stabila kända isotop är 262Lr, med en halveringstid på ungefär 3,6 timmar. Grundämnet är uppkallat efter den amerikanske fysikern Ernest Lawrence.
Lawrencium finns inte i naturen utan framställdes första gången 1961 i USA i den ringa mängden 3 miljondels gram genom beskjutning av californium med borjoner.